# Olha Freimut

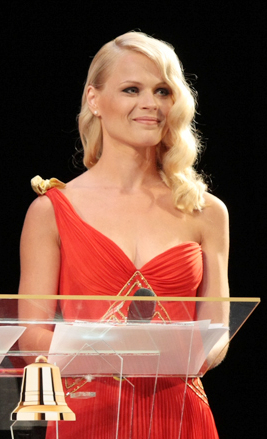
Olha Freimut

Olha Freimut (ukrainisch Ольга Михайлівна Коник-Фреймут Olha Mychajliwna Konyk-Frejmut; * 25. Februar 1982 in Nowyj Rosdil, Oblast Lwiw, Ukrainische SSR) ist eine ukrainische Moderatorin, Journalistin, Autorin und Model.

## Biographie
Olha Freimut wurde am 25. Februar 1982 in Nowyj Rosdil in der Oblast Lwiw geboren. Ihr Vater war Fußballspieler und ihre Mutter Sportmeisterin der Sowjetunion im Schwimmen. Nach dem Grundstudium an der Universität Vistula in Warschau erlangte sie einen Master-Abschluss im Fach Internationaler Journalismus an der Nationalen Iwan-Franko-Universität Lwiw und der City, University of London, wo ihr Diplom mit „magna cum laude“ ausgezeichnet wurde.
Freimuts Vorfahren waren deutsche Kolonisten in der Ukraine.

## Berufliche Laufbahn
Sie arbeitete in London als Journalistin für BBC und war in der Werbebranche tätig. Nach der Orange Revolution kehrte sie nach Kiew zurück, wo sie in der internationalen Abteilung des Senders Kanal 5 tätig war. Eine Zeit lang arbeitete sie als Modejournalistin in der Sendung „Frühstück mit 1+1“.
Im Jahr 2008 wurde diese Sendung eingestellt. Über die Produzentin und Journalistin Ljudmila Padlewska erfuhr sie von einem Casting für eine Morningshow beim Fernsehsender „Novyj Kanal“. Nach erfolgreichem Casting wurde sie zusammen mit Oleksandr Pedan und Serhij Prytula Co-Moderatorin der Sendung „Pidyom“. Am 27. Mai 2011 wurde die letzte Ausgabe dieses Formats gesendet.
Freimut schreibt Artikel über Mode. In ihrer Tätigkeit als Model war sie unter anderem im Jahr 2010 das Gesicht einer neuen Kollektion der ukrainischen Designerin Oksana Karavanskaya.
Von Juni 2011 bis März 2012 führte sie gemeinsam mit Dima Kolyadenko durch das Programm „Shoumaniya“.
Ende August 2011 startete die Sendung „Revizor“, in welcher Olha Freimut die Qualität von ukrainischen Dienstleistungsunternehmen überprüfte. Die Sendung wurde eines der erfolgreichsten Projekte des Senders „Novyj Kanal“ in der Saison 2011/2012. Ab dem 10. März 2012 moderierte sie zusammen mit Serhij Prytula die Sendung „Wer ist an der Spitze?“. Im Sommer desselben Jahres reiste sie gemeinsam mit Serhij Prytula und Oleksandr Pedan für die Sendung „Kabrioleto“ durch die Ukraine.
Das ukrainische Magazin „Fokus“ listete sie im Jahr 2011 im Ranking der „30 erfolgreichsten Fernsehpersönlichkeiten der Ukraine“ auf Rang 26. Im Sommer 2011 verlieh sie der „Schlumpfine“ im Zeichentrickfilm „Die Schlümpfe“ ihre Stimme. Am 2. Dezember 2011 führte sie durch die Veranstaltung zur Auslosung der Gruppenphase der Fußball-Europameisterschaft 2012.
Außerdem vertonte Freimut im Jahr 2012 das Hörspiel Märchen der Gebrüder Grimm. Das Projekt wurde vom Magazin „Korrespondent“ in Zusammenarbeit mit dem Rat der Deutschen der Ukraine und der Deutschen Botschaft in Kiew realisiert. Im Herbst 2012 war sie Jurymitglied in der Sendung „ShoumaStgouon“.
Am 13. Oktober 2013 moderierte sie zusammen mit Aram Mnatsakanov die Sendung „Krieg der Welten: Auditor gegen Chef“ im „Novyi Kanal“. Im selben Jahr war Freimut das Gesicht der Werbekampagnen für „Garnier Color Naturals“ und den Trinkjogurt „Aktivia“. Darüber hinaus spielte sie in den Filmen Doppelleben und Schatten der unvergessenen Vorfahren mit.
Ab dem 3. September 2014 moderierte sie das Programm „Inspektor Freimut“ im Fernsehsender „1+1“. Im selben Fernsehkanal führte sie durch die vierte Staffel von „Die Stimme des Landes. Neustart“. 2014 wurde Freimut außerdem vom Magazin „Fokus“ zu den „100 einflussreichsten Frauen der Ukraine“ gezählt.
Am 12. September 2015 präsentierte sie in Lwiw ihr erstes eigenes Buch mit dem Titel Wo isst und schläft Freimut?.
Seit dem 5. April 2016 moderiert sie die Reality-Show Auf Messern im Fernsehkanal „1+1“. Im selben Kanal spielte Freimut eine Rolle in der TV-Serie Unsere Mädchen in Warschau. Im Jahr 2018 war sie in der Sendung Vom Kind zur Dame zu sehen.

## Trivia
- Ihre Mutter hat deutsche Wurzeln, daher trägt sie den deutschen Nachnamen Freimut.
- Sie unterstützt die territoriale Integrität der Ukraine und wirkte deshalb unter anderem in verschiedenen Videos zum Thema „Odna Krajina – Jedyna Krajina“ mit.

## Fernsehsendungen
- „Der Aufstieg“
- „Shoumaniya“
- „Revizor“
- „Wer ist oben?“
- „Kabrioleto“
- „ShoumaStgouon“
- „Krieg der Welten: Auditor gegen Chef“
- „Die Stimme des Landes“
- „Inspektor Freimut“